# Fuipiano al Brembo
Fuipiano al Brembo [fuiˈpjaːno alˈbrɛmbo] (Füipià [fyiˈpja] in dialetto bergamasco) è una frazione del comune bergamasco di San Giovanni Bianco posta in altura rispetto al capoluogo.

## Storia
La località è un piccolo villaggio agricolo di antica origine, frazione del comune di San Pellegrino fino al 1798, quando il governo della Repubblica Cisalpina lo costituì in municipio a sé stante su ordine di Napoleone. I due paesi costituirono comunque sempre due diverse parrocchie.
Il paese tornò però frazione dopo pochi anni, e furono gli austriaci a decretare stabilmente il nuovo municipio nel 1817.
Dopo l'unità d'Italia il paese, rinominato Fuipiano al Brembo, crebbe da quattrocento a più di seicento abitanti. Fu il fascismo a decidere la soppressione del comune unendolo a San Giovanni Bianco, tranne alcune frazioni passate a San Pellegrino Terme.

## Monumenti e luoghi d'interesse
Situato su un piccolo altopiano sulla destra orografica della valle ed a sud del paese di San Giovanni Bianco, questa piccola frazione presenta numerose costruzioni rurali ma anche edifici di aspetto signorile, come quelli appartenuti alle famiglie Cavagnis e Busi Cariani. Da menzionare la piazzetta principale, in cui spicca una fontana su cui è presente una scultura in bronzo, opera di Giacomo Manzù, donata alla contrada dall'artista in memoria del luogo natìo della madre.
Inoltre la piccola parrocchiale di San Filippo e San Giacomo presenta opere di rilievo, tra cui alcune di Carlo Ceresa.